# Jure Golčer
Jure Golčer (Maribor, 12 de juliol de 1977) és un ciclista eslovè, professional des del 2002. Actualment corre a l'equip Adria Mobil. El seu èxit més important for el campionat nacional en ruta de 2006.

## Palmarès
- 2002
  - 1r a la Jadranska Magistrala
- 2003
  - Vencedor d'una etapa a la Volta a Eslovènia
- 2004
  - 1r al Giro d'Oro
- 2006
  -  Campió d'Eslovènia en ruta
  - 1r al Gran Premi Hydraulika Mikolasek
  - 1r al Gran Premi Schwarzwald
- 2008
  - 1r a la Volta a Eslovènia i vencedor d'una etapa
- 2016
  - 1r al Gran Premi d'Izola

### Resultats al Giro d'Itàlia
- 2008. 32è de la classificació general
- 2009. 55è de la classificació general